# Carlos Gardel (Buenos Aires)
Villa Carlos Gardel es un asentamiento irregular situado en la localidad de El Palomar en las inmediaciones del Hospital Posadas, partido de Morón.

## Urbanización reciente
En diciembre de 2006 se mudaron las primeras 70 familias. Inmediatamente después fueron demolidas las viejas casillas, para dar lugar a la construcción de nuevas casas. Entre 2007 y 2008 se mudaron 136 familias. Se realizaron obras de cloacas y de saneamiento de suelos y se puso en marcha la segunda etapa. En marzo del año 2009 se mudaron 42 familias, en septiembre y octubre se entregaron 70 viviendas más y en diciembre del mismo año se mudaron otras 48 familias. En el año 2010, entre mayo y junio, ocuparon sus viviendas nuevas otras 72 y en noviembre se mudaron las últimas 4 familias. Las viviendas, de 1, 2, 3 y 4 dormitorios, fueron otorgadas de acuerdo al tamaño del grupo familiar. 
Paralelamente a las obras de viviendas se realizó la readecuación de las redes de agua y cloacas del Barrio Presidente Sarmiento que impactó directamente sobre la mejora en la calidad de vida de más de 1400 familias de este barrio. Esta obra realizada por la Municipalidad con financiamiento de la Subsecretaría de Desarrollo Urbano y Viviendas de la Nación ha significado un enorme salto en las condiciones de vida y en la salud de los vecinos. las obras fueron inauguradas por el entonces intendente de Morón, Lucas Ghi, el entonces diputado nacional Martín Sabbatella, organizaciones comunitarias y vecinos, por la finalización del Plan de Urbanización del lugar, que incluyó la construcción de más de 450 viviendas en la zona. 